# Ermita de Santa Bárbara (Vinalesa)
La ermita de Santa Bárbara de Vinalesa (Provincia de Valencia, España), está situada en una pequeña plaza y fue construida en el siglo XVIII.
Tiene un aire sencillo. La fachada con remate de frontón luce su espadaña en el vértice y una ventana cuadrada sobre un linde recto. En la misma dispone de un reloj de sol.
Se trata de una construcción de nave central única. La estructura de refuerzo de muros es de mampostería, siendo los muros laterales de 1m de espesor y el resto de 60cm con cubierta a dos aguas por medio de bóveda de cañón. 
El estado de conservación es bastante aceptable gracias a las actuaciones que han permitido recuperar la cubierta, las pinturas y los capiteles de las ocho columnas que embellecen la ermita.